# 数到3
《数到3》是日本二人组合柚子（ゆず）的第11张单曲。2001年5月23日由其所属公司Senha&Company发售。

## 收录曲
1. 数到三　（3:34）
  - 作詞・作曲: 岩泽厚治
2. 黄昏时[原創研究？]　（4:38）
  - 作詞: 北川悠仁　作曲: 北川悠仁・寺岡呼人（日语：寺岡呼人）